# Regno di Viguera

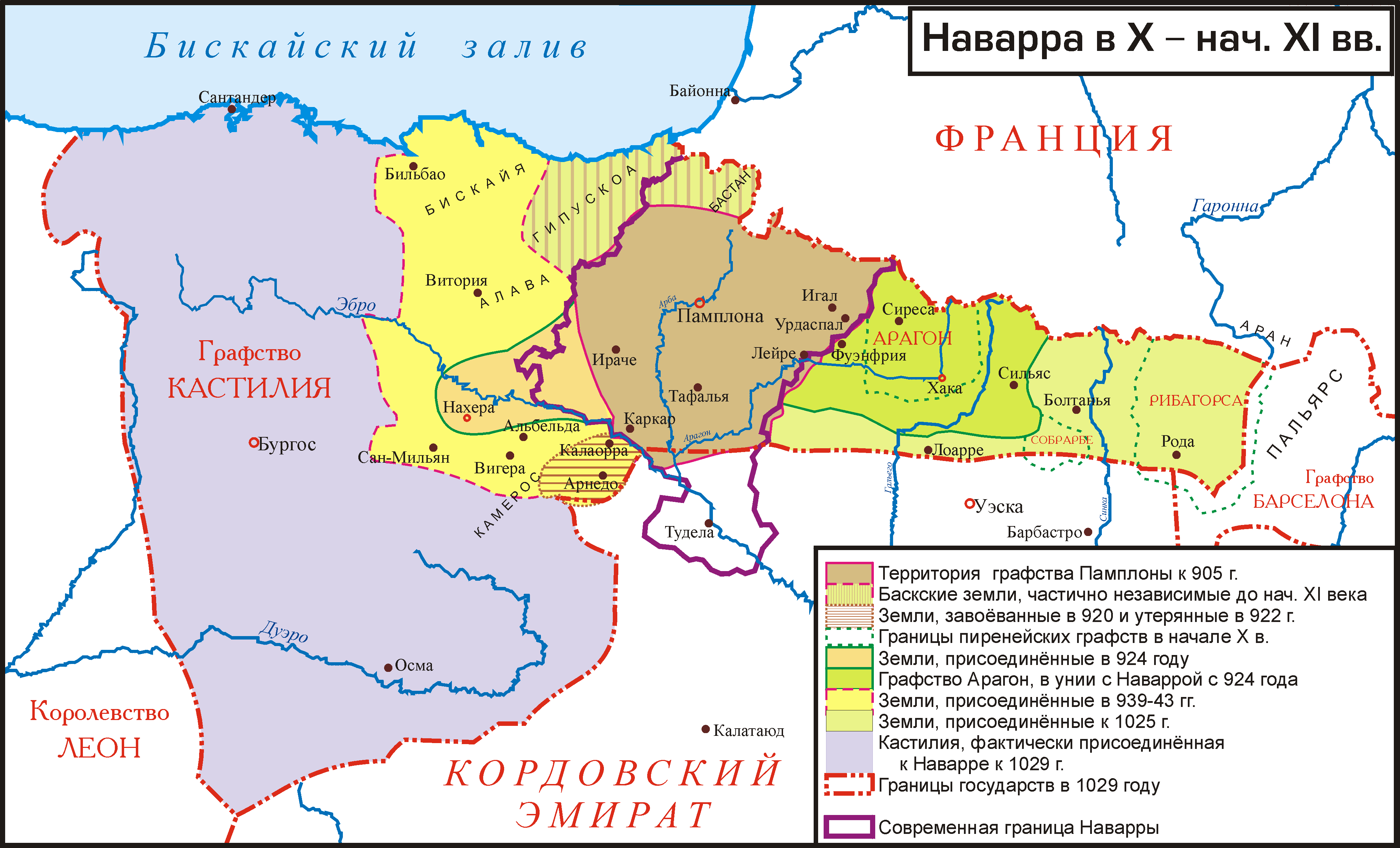
Regno di Viguera

Il Regno di Viguera fu un sub-regno della Navarra creato per testamento dal re di Navarra García I Sánchez di Navarra per il suo secondogenito Ramiro per porre fine alla controversia tra quest'ultimo e Sancho II Garcés di Navarra, nato dal precedente matrimonio tra Garcia I e Andregoto Galíndez, poi ripudiata.
La regione corrispondeva all'attuale provincia spagnola de La Rioja.
Nel 918 Ordoño II di León e Sancho I di Pamplona invasero la regione per estirpare i Banu Qasi. Dal 923 l'area venne asservita e fortificata. Dal 924 al 970 la regione fu dominio personale di Fortúnato Galíndez.
Fu creato regno nel 970 per volere di Garcia I per il figlio Ramiro. Nel 981, il regno passò a Sancho Ramírez, figlio di Ramiro, e poi a García Ramírez, il quale ebbe solo figlie femmine. Il regno tornò così di nuovo ad essere parte integrante della Navarra.

## Re di Viguera
- Ramiro Garcés di Viguera, dal 970 al 981;
- Sancho Ramirez di Viguera, dal 981 al 1002;
- Garcia Ramirez di Viguera, dal 1002 al 1005.